# Cicha noc, śmierci noc II
Cicha noc, śmierci noc II (tytuł oryg. Silent Night, Deadly Night Part 2) – amerykański film fabularny (horror) z 1987 roku, sequel kontrowersyjnego horroru Cicha noc, śmierci noc (1984).

## Obsada
- Eric Freeman jako Ricky Caldwell
- Elizabeth Kaitan jako Jennifer Statson
- James Newman jako dr. Henry Bloom
- Jean Miller jako Matka Przełożona
- Darrel Guilbeau jako Ricky w wieku lat 15.